# Приставиця (Рогашка Слатина)
Приставиця (словен. Pristavica) — поселення в общині Рогашка Слатина, Савинський регіон, Словенія. Висота над рівнем моря: 242,6 м.